# دانا بوید
دانا بوید (به انگلیسی: danah boyd) پژوهشگر رسانه‌های اجتماعی و محقق فرهنگ جوانان است که در مؤسسه‌ی تحقیقاتی مایکروسافت، دانشگاه نیویورک، و مرکز اینترنت و جامعه‌ی برکمان در دانشگاه هاروارد مشغول به کار است. در سال ۲۰۰۹، بوید به عنوان یکی از پرنفوزترین زنانِ فناوری شناخته شد.